# زراوة
زراوة إحدى قرى معتمدية مطماطة. كانت تسمة أزروا وتحولت في النطق إلى اسمها الحالي.تقع على هضبة عالية في جبال مطماطة، بالقرب من قريتي تاوجوت و تامزرط.

## التاريخ
استقر إلى جانب سكانها من الأمازيغ أولاد عبد الله وأولاد هلال القادمين من النفيضة ثم قدم جد أولاد عيسى من قبيلة الهمامة وأولاد ساكن من الحامة.

## الثقافة
هي موقع تصوير لمشاهد الأفلام، مثل:
- داي أوف ذا فالكون: جان جاك أنو
- Le Sacre de l'homme: Jacques Malaterre
- Io sono con te|Io sono con te:Guido Chiesa Guido Chiesa

### مرجع
1. ↑  "المناطق الترابية (العمادات) حسب الولايات والمعتمديات". اطلع عليه بتاريخ 2024-11-30.
2. ↑   http://www.poste.tn. {{استشهاد ويب}}: |url= بحاجة لعنوان (مساعدة) والوسيط |title= غير موجود أو فارغ (من ويكي بيانات) (مساعدة)
3. ↑  (بالفرنسية)H. Menouillard (يناير 1912). Contribution à l'étude de l'origine de la population des montagnes de Matmata. Revue Tunisienne. ص. 31.
4. ↑  "Le village berbère "Zraoua l'ancienne" peut redevenir l'élu des vétérans de l'image". webmanagercenter.com (بالفرنسية). 29 ابريل 2019. Archived from the original on 2019-05-01. {{استشهاد ويب}}: تحقق من التاريخ في: |تاريخ= (help)